# Nathan Bor
Nathan Bor (Fall River, 1º marzo 1913 – 13 giugno 1972) è stato un pugile statunitense.

## Palmarès

### Olimpiadi
- Bronzo a Los Angeles 1932 nei pesi leggeri.